# U-ahan geojinmal
U-ahan geojinmal (우아한 거짓말?), noto anche con i titoli internazionali Thread of Lies ed Elegant Lies, è un film del 2014 scritto e diretto da Lee Han.

## Trama
La quattordicenne Lee Cheon-ji improvvisamente si suicida, lasciando la madre Hyun-sook e la sorella maggiore Man-ji nella disperazione; in seguito le due scoprono che era stata vittima di atti di bullismo da parte di una sua compagna di classe, Kim Hwa-yeon. Hyun-sook e Man-ji iniziano così a indagare su ciò che era accaduto a Cheon-ji, portando anche Hwa-yeon a redimersi e a commuoversi, dato che nella lettera d'addio scritta da Cheon-ji – che inizialmente non viene ritrovata – la ragazza afferma di avere già perdonato la compagna, e di sperare che il suo gesto possa servirle per farla diventare una persona migliore.